# Siphlophis longicaudatus
Espèce
Synonymes
- Tropidodipsas longicaudata Andersson, 1901
- Siphlophis cinereus Lema, 1964

Siphlophis longicaudatus  est une espèce de serpents de la famille des Dipsadidae.

## Répartition
Cette espèce est endémique de l'Est du Brésil. Elle se rencontre de l'Espírito Santo au Rio Grande do Sul.

## Description
L'holotype de Siphlophis longicaudatus mesure 920 mm dont 220 mm pour la queue. Cette espèce a la face dorsale brunn ou grisâtre avec de larges rayures irrégulières brunes cerclées de sombre. Sa face ventrale est blanc jaunâtre marbré de noir.

## Étymologie
Son nom d'espèce, du latin longus, « long », et caudata, « queue », lui a été donné en référence à sa morphologie.

## Publication originale
- Andersson, 1901 : Some new species of snakes from Cameroon and South America, belonging to the collections of the Royal Museum in Stockholm. Bihang till Kongl. Svenska vetenskaps-akademiens handlingar, vol. 27, no 5, p. 1-26 (texte intégral).